# Wexham
Wexham est une paroisse civile du Buckinghamshire, en Angleterre.